# Kita Ouest
Kita Ouest is een gemeente (commune) in de regio Kayes in Mali. De gemeente telt 16.800 inwoners (2009).
De gemeente bestaat uit de volgende plaatsen:
- Banfarala
- Baragna
- Dambarra
- Doury
- Farafé
- Faraguéto
- Fatafing
- Fodébougou
- Horongo
- Kankoudiana-Faradala
- Kodaianola
- Koféba (hoofdplaats)
- Koré
- Kouroukoto
- Madila
- Mansala
- Nialakalan
- Samadjiguidan
- Tabakofé
- Thiéourou-Santankoto
- Toumoudoto